# Donje Bazije
Donje Bazije is een plaats in de gemeente Čađavica in de Kroatische provincie Virovitica-Podravina. De plaats telt 190 inwoners (2001).